# Такахата Ісао
Такахата Ісао (яп. 高畑 勲; 29 жовтня 1935 — 5 квітня 2018) — один з найвідоміших аніматорів Японії. Разом з Хаяо Міядзакі заснував студію Гіблі і довгий час був її співголовою. З-поміж чотирьох фільмів, режисером яких він був на студії Гіблі: воєнної драми «Могила світлячків», романтичної драми «Лише вчора», комедії «Мої сусіди Ямада» і пригодницько-екологічного «Війна танукі в періоди Хейсей і Помпоко», «Могила світлячків», що оповідає історію двох сиріт під час Другої Світової війни в Японії, вважається одним з найкращих аніме за всю історію цього жанру.

## Біографія
Народився в Удзіямі (тепер Ісе) префектура Міе, Японія 29 жовтня 1935 року. Закінчивши у 1959 році Токійський університет за спеціальністю французька література, Такахата починає працювати в тільки-но створеній анімаційній студії «Tōei Dōga animation company» (нині Toei Animation). Де у 1965 році став режисером аніме-фільму «Хорс: принц Сонця» («Hols: Prince of the Sun»), під час зйомок якого і познайомився з Міядзакі Хаяо. Фільм був першим фільмом студії, який відступив від канонів Діснеївської анімації, що панували в той час у японській анімації, і справедливо вважається етапним в історії аніме. Не зважаючи на беззаперечні художні якості фільму, його очікував фінансовий провал. У зв'язку з цим та остракізмом з боку колег по студії Тоей, Такахата та Міядзакі разом залишили студію, щоб співпрацювати разом над багатьма фільмами.
У 1971, з метою зняти аніме-фільм «Пеппі — довга панчоха», залишають «Tōei Dōga animation company».
Вони поїхали до Швеції, щоб отримати права на екранізацію, та Астрід Ліндгрен відмовила їм. Хоча їхні плани не здійснилися, Хаяо Міядзакі бувши у захопленні від замку у Вісбю, і пізніше зробив Стокгольм та Вісбю місцем дії «Служби доставки Кікі».
У тому ж році Такахата і Міядзакі отримали пропозицію стати режисером аніме-телесеріалу «Люпен ІІІ» в середині сезону. Вони погодилися з умовою, що їхні імена не будуть названі в титрах.
У 1973 ж році Такахата започаткував серію аніме-телесеріалів «Театр шедеврів всього світу» (Sekay Maysaki Gesidz), в якій об'єднав адаптації найвідоміших творів дитячої літератури світу. Перший телесеріал за повістю швейцарської письменниці «Хейді» отримав назву «Heidi, Girl of the Alps» (1974), і мав великий успіх. Потім були «3000 миль у пошуках матері» (1976) і «Анна з Зелених Дахів» (Akage no Ann) (1979).
У 1981 році Такахата став режисером аніме-телесеріалу «Chie the Brat» (Jarinko Chie).
У 1982 році Такахата був обраний режисером стрічки «Маленький Немо» (Little Nemo), аніме, яке знімалося Telecom з прицілом на прокат у США. Разом з Хаяо Міядзакі та Ясуо Отсука, Такахата їде до США. Проте творчі розбіжності між японською стороною та продюсером з американської сторони Гаррі Кутцом (відомий як продюсер «Зоряних воєн») призвели до того що Такахата відмовився від ролі режисера і залишив Telecom. Міядзакі та інші наслідували його приклад.
Коли Хаяо Міядзакі запропонували зняти фільм за мангою Навсікая з Долини Вітрів (Kaze no Tani no Naushika, 1984), він погодився, з умовою, що продюсером буде Ісао Такахата. Після великого фінансового успіху стрічки, Ісао Такахата та Хаяо Міядзакі у 1985 році заснували студію Ґіблі.
Першим фільмом студії Ґіблі, режисером якого став Такахата була «Могила світлячків» (Grave of the Fireflies) у 1988 році.
Великий вплив на творчість Ісао Такахати справив італійський неореалізм 60-х років, фільми французької «Нової хвилі» та творчість Жака Превера, французького поета і кінодраматурга, якого Такахата відкрив для себе під час навчання в Токійському університеті.
У 2004 році Такахата випустив збірку перекладів Превера японською.
Цей вплив помітно відрізняє фільми Такахати, від фільмів інших режисерів аніме. Його фільми, за контрастом, в основному реалістичні з політичним та соціальним підтекстом, і, за винятком декількох стрічок, є драмами в абсолютно реалістичному середовищі.
Фільми Такахати мали значний вплив на творчість Хаяо Міядзакі. За словами Ясуо Отсуки, провідного аніматора студії Ґіблі, Міядзакі запозичив своє почуття соціальної відповідальності саме від Ісао Такахати, і без Ісао Такахати Міядзакі, можливо, займався б лише коміксами.
На відміну від більшості режисерів аніме, Такахата ніколи не працював штатним аніматором.

## Роботи

### Помічник режисера
- The Littlest Warrior (Anju to Zushiōmaru), 1961
- Iron Story (Tetsu Monogatari), 1962
- The Little Prince and the Eight-Headed Dragon (Wanpaku Ōji no Orochi Taiji), 1962
- The Biggest Duel in the Underworld (Ankokugai Saidai no Kettō), 1963
- Hustle Punch (TV), 1965
- Secret Little Akko (TV) (Himitsu no Akko-chan), 1969

### Режисер
- Гор: принц Сонця (Taiyō no Ōji — Horusu no Daibouken), 1968
- A-tarou the Workaholic (TV) (Mōretsu Atarō), 1969
- Apache Baseball Team (TV) (Apatchi Yakyūgun), 1971
- Люпен III (Rupan Sansei), 1971
- Panda! Go, Panda!, 1972
- Lowest-of-the-Low Kitarou (TV) (Gegege no Kitarō), 1972
- Red-armored Suzunosuke (TV) (Akadō Suzunosuke), 1973
- Гайді (TV) (Arupusu no Shōjo Haiji), 1974
- 3000 ліг у пошуках мами (TV) (Haha wo Tazunete Sanzen-ri), 1976
- Конан (TV) (Mirai Shōnen Konan), 1978
- Анна з Зелених Дахів (TV) (Akage no An), 1979
- Chie the Brat (TV) (Jarinko Chie), 1981
- Gauche the Cellist (Serohiki no Gōshu), 1982
- The Story of Yanagawa's Canals (Yanagawa Horiwari Monogatari), 1987
- Могила світлячків (Hotaru no haka), 1988
- Лише вчора (Omohide Poro Poro), 1991
- Війна танукі в періоди Хейсей і Помпоко (Heisei Tanuki Gassen Pon Poko), 1994
- Мої сусіди Ямада (Hōhokekyo Tonari no Yamada-kun), 1999
- Participated in Winter Days (Fuyu no Hi), 2003
- Казка про принцесу Каґую (Kaguya-hime no Monogatari), 2013

### Продюсер
- Хорс: Принц Сонця (Taiyou no Ouji — Horusu no Daibōken), 1968
- Наусіка з Долини Вітрів (Kaze no Tani no Naushika), 1984
- Небесний замок Лапута (Tenkū no Shiro Rapyuta), 1986
- Океанські хвилі (Umi ga Kikoeru), 1993

### Сценарист
- Могила світлячків (Hotaru no haka), 1988
- Мої сусіди Ямада (Houhokekyo Tonari no Yamada-kun), 1999
- Казка про принцесу Каґую (Kaguya-hime no Monogatari), 2013

### Ідея
- Wasteland Boy Isamu (TV) (Kouya no Shounen Isamu), 1973
- A Dog of Flanders (TV) (Furandaasu no Inu), 1975
- Seton Animal Chronicles: Jacky the Bear Cub (TV) (Shiiton Doubutsuki Kuma no Ko Jakkii), 1977
- Perrine's Story (TV) (Periinu Monogatari), 1978